# Günter Rehfeld
Günter Rehfeld est un tireur sportif allemand.

## Palmarès
Günter Rehfeld a remporté l'épreuve Witworth (original) aux championnats du monde MLAIC organisés en 2002 à Lucques  en Italie .
Il s'est classé troisième à l'épreuve Vetterli (original) aux championnats du monde MLAIC organisés en 2004 à Batesville  aux USA  .